# Pont Danyang-Kunshan
Pour les articles homonymes, voir Bảo Đại.
Le pont Danyang-Kunshan est un viaduc ferroviaire de la province du Jiangsu, en République populaire de Chine, qui relie les villes de Danyang et Kunshan sur le tracé de la LGV Pékin - Shanghai. Il comprend une section de 9 km au-dessus de l'eau lors de la traversée du lac de Yangcheng. Terminé en 2010 et mis en service en 2011, il est long de 164,8 km. Le pont Danyang-Kunshan détient le record mondial du plus long pont du monde depuis juin 2011. Plus de 10 000 personnes ont travaillé sur ce projet qui a coûté près de 54 milliards de yuans, soit environ 8,5 milliards de dollars.

## Construction
Commencés en 2006, les travaux de construction du pont Danyang-Kunshan sont achevés en novembre 2010. Le pont est mis en service le 30 juin 2011,.

## Structure
Le pont Danyang-Kunshan est un pont en poutre-caisson à hauteur variable, construit en béton précontraint. Sa structure est composée de voussoirs préfabriqués posés selon la méthode de la poutre de lancement. Il est long de 164,8 km et sa portée maximale est de 80 m.

### Articles connexes

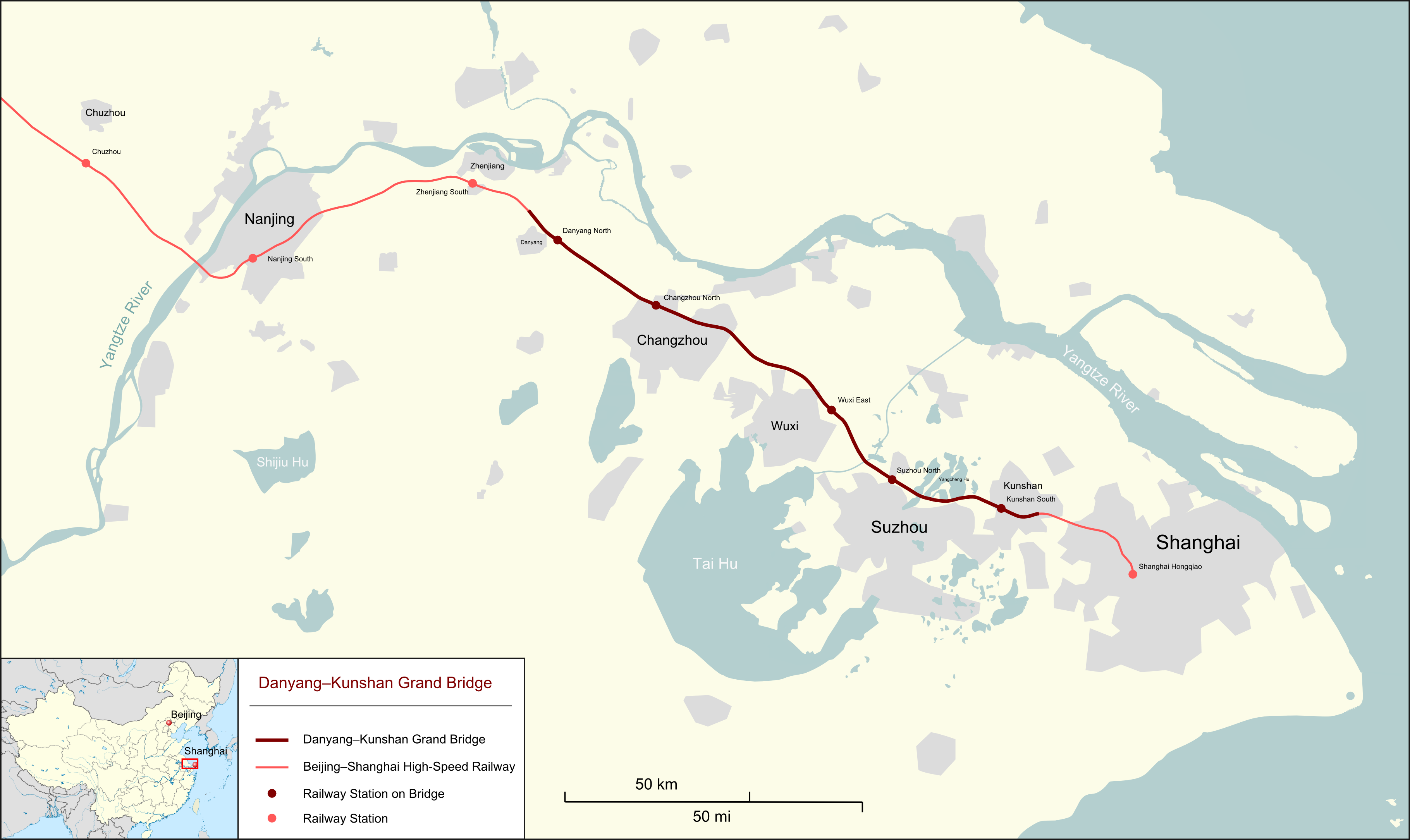
Tracé du pont Danyang-Kunshan